# Uma Questão de Princípio
Uma Questão de Princípio é o álbum de estreia da banda portuguesa D.A.M.A. Originalmente lançado em 29 de Setembro de 2014. O disco conta com as participações de Salvador Seixas, concorrente da primeira edição do programa The Voice Portugal e amigo da banda em Balada do Desajeitado (versão de um tema dos Quadrilha), Mia Rose (namorada de Miguel Cristovinho) em The Secrets in Silence e da cantora brasileira Gabi Luthai em Só Quero Você, temas que ajudaram a dar um equilíbrio na sonoridade no álbum. A 2 de Junho de 2015 foi lançada uma versão com duas faixas extra.
O álbum estreou no terceiro lugar do top de vendas nacional e conquistou o primeiro lugar durante 19 semanas. Tendo estado 54 semanas no top 10 nacional, foi certificado como platina dupla pela AFP tendo vendido até Novembro de 2015 mais de 30 mil unidades. Após 109 semanas de vendas, apenas uma semana não permaneceu nos 50 álbuns mais vendidos a nível nacional.
Em 2015 o tema Às Vezes foi nomeado como Melhor Música nos Globos de Ouro da SIC. Também foram nomeados nas categorias de Melhor Grupo e Revelação do Ano (única categoria votada pelo público), apesar de não terem vencido em nenhuma das categorias.
A 2 de Junho de 2015 foi lançada uma re-edição com duas faixas extra: Quer (regravação de uma música anteriormente lançada online) e O Maior.
Em Setembro de 2015, a banda foi escolhida como potencial representante de Portugal na categoria de Best Portuguese Act nos MTV Europe Music Awards de 2015, sendo a votação feita pelo público português. A banda perdeu para Agir que representou Portugal na premiação.
Após o lançamento do segundo álbum, este ainda se encontrava no top. Após 48 semanas consecutivas no top 10 nacional, o álbum passou para o 18º lugar.
Em 2015 foram a banda portuguesa mais ouvida no Spotify em Portugal, estando em 6º lugar a nível dos artistas dos mais ouvidos a nível nacional e o álbum foi o mais ouvido a nível nacional. Também foram a banda mais ouvida a no serviço MEO Music no ano de 2015.
O álbum está em 10º lugar dos álbuns mais vendidos de sempre a nível nacional.

## Lista de faixas
A lista de faixas do disco foi revelada a 22 de Setembro de 2013.
| N.º            | Título                                        | Compositor(es)                                                                                 | Duração |  |
| 1.             | "Balada do Desajeitado" (com Salvador Seixas) | Sebastião Antunes                                                                              | 2:58    |  |
| 2.             | "Luísa"                                       | Francisco Pereira, Miguel Coimbra e Miguel Cristovinho                                         | 3:21    |  |
| 3.             | "Só Quero Você" (com Gabi Luthai)             | Francisco Pereira, Miguel Coimbra, Miguel Cristovinho e Francesco Meoli                        | 3:29    |  |
| 4.             | "Na Na Na"                                    | Francisco Pereira, Miguel Coimbra, Miguel Cristovinho e Pedro Castro                           | 3:21    |  |
| 5.             | "Às Vezes"                                    | Francisco Pereira, Miguel Coimbra e Miguel Cristovinho                                         | 3:43    |  |
| 6.             | "JNQFL"                                       | Francisco Pereira, Miguel Coimbra e Miguel Cristovinho                                         | 3:32    |  |
| 7.             | "Mentiras"                                    | Francisco Pereira, Miguel Coimbra e Miguel Cristovinho                                         | 3:17    |  |
| 8.             | "Sente a Minha Magia"                         | Francisco Pereira, Miguel Coimbra e Miguel Cristovinho                                         | 3:02    |  |
| 9.             | "Popless"                                     | Francisco Pereira, Miguel Coimbra e Miguel Cristovinho com excertos de Popless de Rui Reininho | 3:04    |  |
| 10.            | "Secrets in Silence" (com Mia Rose)           | Francisco Pereira, Miguel Coimbra, Miguel Cristovinho e Mia Rose                               | 3:28    |  |
| Duração total: | Duração total:                                | Duração total:                                                                                 | 34:07   |  |

| Re-edição 2015 |                                               |                                                                                                |         |  |
| N.º            | Título                                        | Compositor(es)                                                                                 | Duração |  |
| 1.             | "Balada do Desajeitado" (com Salvador Seixas) | Sebastião Antunes                                                                              | 2:58    |  |
| 2.             | "Na Na Na"                                    | Francisco Pereira, Miguel Coimbra, Miguel Cristovinho e Pedro Castro                           | 3:21    |  |
| 3.             | "Às Vezes"                                    | Francisco Pereira, Miguel Coimbra e Miguel Cristovinho                                         | 3:43    |  |
| 4.             | "Secrets in Silence" (com Mia Rose)           | Francisco Pereira, Miguel Coimbra, Miguel Cristovinho e Mia Rose                               | 3:28    |  |
| 5.             | "Luísa"                                       | Francisco Pereira, Miguel Coimbra e Miguel Cristovinho                                         | 4:13    |  |
| 6.             | "Popless"                                     | Francisco Pereira, Miguel Coimbra e Miguel Cristovinho com excertos de Popless de Rui Reininho | 3:04    |  |
| 7.             | "Mentiras"                                    | Francisco Pereira, Miguel Coimbra e Miguel Cristovinho                                         | 3:17    |  |
| 8.             | "Sente a Minha Magia"                         | Francisco Pereira, Miguel Coimbra e Miguel Cristovinho                                         | 3:02    |  |
| 9.             | "JNQF"                                        | Francisco Pereira, Miguel Coimbra e Miguel Cristovinho                                         | 3:32    |  |
| 10.            | "Só Quero Você" (com Gabi Luthai)             | Francisco Pereira, Miguel Coimbra, Miguel Cristovinho e Francisco Maeoli                       | 3:29    |  |
| 11.            | "Quer"                                        | Francisco Pereira, Miguel Coimbra e Miguel Cristovinho                                         | 3:27    |  |
| 12.            | "O Maior"                                     | Francisco Pereira, Miguel Coimbra e Miguel Cristovinho                                         | 2:46    |  |
| Duração total: | Duração total:                                | Duração total:                                                                                 | 40:20   |  |

## Ficha técnica

### Músicos
Francisco Pereira: vozes
Miguel Coimbra: vozes, programação bateria, guitarra, sintetizadores e piano
Miguel Cristovinho: vozes e guitarras
Alexandre Manaia: programação bateria, wurlytzer, rhodes, guitarras, baixo, ukulele, melodia, sintetizadores e percussão
Ivo Costa: percussão
Francesco Meoli: piano, teclados, sintetizadores e melódica
Vitor Silva: baixo, guitarras, teclados,  programação, baterial, ukulele
Pedro Castro: guitarra
João Barbosa: guitarra, baixo, programação, bateria e guitalele

### Convidados especiais
Salvador Seixas: voz em Balada do Desajeitado
Gabi Luthai : voz em Só Quero Você
Mia Rose: voz e letra em Secrets in Silence
Sebastião Antunes: letra e música em Balada do Desajeitado
Rui Reininho: excertos da letra de Popless

### Produção
Miguel Coimbra e Vitor Silva - Na Na Na, Às Vezes, JNQFL, Mentiras, Sente a Minha Magia e Popless
Miguel Coimbra e  Alexandre Manaia - Balada do Desajeitado, Luísa e Só Quero Você
Miguel Coimbra e  João Barbosa - Secrets In Silence
Misturado e masterizado por: Vítor Silva (Na Na Na, Às Vezes, Popless, Mentiras, Sente a Minha Magia)  Nelson Canoa (Balada do Desajeitado, Luísa e Só Quero Você) João Barbosa (Secrets in Silence, Quer e O Maior)
Nota: Gabi Luthai aparece erradamente creditada como Gaby Luthai na capa e página da música no folheto do álbum mas este facto é corrigido na página da ficha técnica.
Adaptado do folheto do álbum